# Andrei Rațiu
Andrei Florin Rațiu (ur. 20 czerwca 1998 w Aiud) – rumuński piłkarz grający na pozycji obrońcy w hiszpańskim klubie Rayo Vallecano oraz reprezentacji Rumunii. Uczestnik Letnich Igrzysk Olimpijskich 2020 oraz Mistrzostw Europy 2024.